# 望月龍平
望月 龍平（もちづき りゅうへい、1978年10月15日 - ）は日本の演出家、脚本家、俳優、Qアノン系オンラインサロン運営者。東京新聞記者の望月衣塑子は姉。

## 経歴
5歳年上の兄と3歳年上の姉がいる。関東国際高等学校演劇科でクラシックバレエ・ジャズダンス・タップダンス・声楽・演劇を学ぶ。高校在学中に劇団四季の「エクウス」の舞台を見て「『これをやりたい』というか、『これやる』というか…そんな気持ちに」なり、1997年、高校卒業とともに劇団四季に入団。1998年に「美女と野獣」で初舞台を踏み、1999年には「キャッツ」のミストフェリーズ役を演じる。その他にも「エクウス」のアラン役や「ユタと不思議な仲間たち」の主人公ユタ役などさまざまな役をこなし、2008年に退団、渡英。2010年クリスマスに父が癌で死去。2011年3月にNPO法人のOFF OFF BROADWAY JAPANを設立。2013年12月、株式会社望月龍平シアターカンパニーを設立（2015年に株式会社蒼龍舎に社名変更）。2014年に「シベリア抑留と引き揚げ」をテーマにした音楽劇「君よ生きて」を初演。2015年には全国ツアーも行い、33公演、約5000人を動員した。

## 発言
新型コロナウイルス感染拡大に関し、各国政府や医療機関の対応を非難。2020年の米国大統領選挙や2021年1月の議事堂襲撃事件に際しては、ドナルド・トランプを積極的に支持。原爆投下とアメリカ同時多発テロ事件と東日本大震災について発した陰謀論的な言葉は多数のリツイートを生んだ。以下は自身のTwitterに投稿した言葉。
- 「ワクチンいらない。コロナパンデミックは嘘」[13]
- 「感染者の数を減らす方法は三つだけです。テレビを消す。PCR検査をやめる。マスクを外す。以上」[14]
- （米国議会議事堂襲撃事件から3日後の発言）「合衆国は破産している。共和国に移行する。大統領は、もちろんトランプさん。バイデン、ヒラリー、オバマらは、もちろん逮捕」[15]
- 「3/11は人工地震。9/11は自作自演。じゃあ、それを誰がやった？同じだよ、元辿れば。阪神もだよ」[16]
- 「原爆は落とされたんじゃなく打ち上げたのです。それを爆発させたのは日本ですよ」[17]